# Эрран, Педро Алькантара
Педро Алькантара Эрран-Мартинес-де-Салдуа (исп. Pedro Alcántara Herrán Martínez de Zaldúa; 19 октября 1800 — 26 апреля 1872) — южноамериканский военный и политический деятель.
Педро Алькантара Эрран родился в 1800 году в Санта-Фе-де-Богота, вице-королевство Новая Гранада; его родителями были Педро Антонио Фернандес де ла Эрран-и-Руис и Мария Матеа Мартинес-де-Салдуа. Он учился в Колледже Св. Варфоломея, но в 1814 году бросил учёбу, чтобы вступить в революционную армию. В одном из сражений он попал в плен к испанцам, и приговорён к смертной казни, но ему было разрешено сохранить жизнь при условии, что он вступит в испанскую армию. Он согласился, но пять лет спустя перебежал на сторону революционеров и стал капитаном в армии Сукре, в составе которой участвовал в боевых действиях на юге Новой Гранады и в Перу. В 1828 году Боливар произвёл его в генералы и назначил интендантом столичной провинции Кундинамарка. В январе 1830 года Эрран стал министром обороны.
После распада Великой Колумбии и образования республики Новая Гранада Эрран в 1832 году был секретарём делегации, направленной к Святому Престолу. По возвращении служил в разных провинциях, потом стал министром иностранных дел. Когда разразилась Война Высших, он выступил на стороне правительства, подавляя мятежников. Это выдвинуло его на политической арене, и президент Маркес решил сделать Эррана своим преемником.
На выборах 1841 года ни один из трёх кандидатов не набрал решающего большинства, и поэтому, согласно Конституции, вопрос должен был решиться голосованием в Конгрессе. Конгресс выбрал президентом Эррана. В связи с тем, что сам Эррана был занят на фронте, инаугурацию вместо него прошёл вице-президент Кайседо. В связи с тем, что боевые действия распространились на север страны, Кайседо был направлен туда для руководства войной, а исполняющим обязанности президента стал генерал Хуан де Диас Арансасу. Эрран смог приступить к президентским обязанностям лишь 19 мая 1842 года. С учётом ситуации, приведшей к гражданской войне, Эрран провёл через Конгресс хартию, внёсшую изменения в Конституцию 1832 года, направленные на укрепление исполнительной власти.
По окончании президентского срока Эрран занимал различные посты, был министром обороны, в 1854 году боролся с диктатурой генерала Мело, затем занимал различные дипломатические должности.